# サトウシンジ
佐藤 真二（さとう しんじ）は、日本のアニメーション演出家、アニメーター。

## 略歴・人物
主にスタジオぴえろで『NARUTO -ナルト-』などの作品に携わっているほか、マッドハウスやオー・エル・エム、WHITE FOXの作品の参加も多い。現在はサトウシンジ名義で活動している。

## 参加作品

### テレビアニメ
- ゲゲゲの鬼太郎（1985年-1988年、原画・動画）
- 三つ目がとおる（1990年-1991年、原画）
- 楽しいムーミン一家 冒険日記（1991年-1992年、原画）
- ヤダモン（1992年-1993年、作画監督）
- バトルスピリッツ 龍虎の拳（1993年、作画監督・原画）
- 幽☆遊☆白書（1992年-1995年、原画）
- NINKU -忍空-（1995年-1996年、原画）
- みどりのマキバオー（1996年-1997年、作画監督・原画）
- YAT安心!宇宙旅行（1996年-1998年、作画監督）
- アニメがんばれゴエモン（1997年-1998年、作画監督）
- 烈火の炎（1997年-1998年、原画）
- ロスト・ユニバース（1998年、原画）
- たこやきマントマン（1998年-1999年、絵コンテ・演出・作画監督）
- センチメンタルグラフティ（1999年、OP原画）
- ぐるぐるタウンはなまるくん（1999年-2001年、コンテ・演出・作画）
- はじめの一歩（2000年-2002年、絵コンテ・演出・作画監督・原画）
- 超GALS! 寿蘭（2001年-2002年、絵コンテ）
- バビル2世（2001年、作画監督）
- ぴたテン（2002年、絵コンテ・演出）
- 十二国記（2002年-2003年、絵コンテ・演出・原画）
- NARUTO -ナルト-（2002年-2007年、絵コンテ・演出）
- 探偵学園Q（2003年-2004年、絵コンテ）
- デ・ジ・キャラットにょ（2003年-2004年、絵コンテ）
- GUNSLINGER GIRL（2003年-2004年、絵コンテ）
- ガングレイヴ（2003年-2004年、絵コンテ）
- 美鳥の日々（2004年、絵コンテ・演出）
- アガサ・クリスティーの名探偵ポワロとマープル（2004年-2005年、絵コンテ）
- MONSTER（2004年-2005年、絵コンテ）
- わがまま☆フェアリー ミルモでポン!（2005年、絵コンテ）
- うたわれるもの（2006年、絵コンテ）
- 牙 -KIBA-（2006年-2007年、絵コンテ）
- DEATH NOTE（2006年-2007年、絵コンテ）
- NARUTO -ナルト- 疾風伝（2007年-、絵コンテ・演出・ED作画監督・ED原画）
- デルトラクエスト（2007年-2008年、絵コンテ・演出）
- 図書館戦争（2008年、絵コンテ）
- 黒神 The Animation（2009年、絵コンテ）
- ティアーズ・トゥ・ティアラ（2009年、絵コンテ・演出）
- 刀語（2010年、絵コンテ・演出）
- 荒川アンダー ザ ブリッジ（2010年、絵コンテ）
- STEINS;GATE（2011年、絵コンテ）
- 夏色キセキ（2012年、演出）
- キングダム（2012年-2013年、絵コンテ）
- きんいろモザイク（2013年、絵コンテ・演出）
- エスカ&ロジーのアトリエ 〜黄昏の空の錬金術士〜（2014年、絵コンテ・演出）
- 残響のテロル（2014年、絵コンテ）
- 神撃のバハムート GENESIS（2014年、絵コンテ・絵コンテ協力）
- グリザイアの果実（2014年、絵コンテ）
- 牙狼-GARO- -炎の刻印-（2014年、絵コンテ）
- アブソリュート・デュオ（2015年、絵コンテ）
- ハロー!!きんいろモザイク（2015年、絵コンテ）
- パンチライン（2015年、絵コンテ）
- 牙狼 -紅蓮ノ月-（2015年、絵コンテ）
- コメット・ルシファー（2015年、絵コンテ）
- 紅殻のパンドラ（2016年、絵コンテ）
- キズナイーバー（2016年、絵コンテ）
- NEW GAME!（2016年、絵コンテ）
- Rewrite（2016年、絵コンテ）
- 幼女戦記（2017年、絵コンテ）
- 神撃のバハムート VIRGIN SOUL（2017年、演出）
- 僕のヒーローアカデミア（2017年、絵コンテ）
- 将国のアルタイル（2017年、絵コンテ）
- いぬやしき（2017年、絵コンテ）
- サンリオ男子（2018年、絵コンテ）
- 弱虫ペダル GLORY LINE（2018年、絵コンテ）
- バキ（2018年、絵コンテ）
- 明治東亰恋伽（2019年、絵コンテ）
- モブサイコ100 II（2019年、絵コンテ）
- キャロル&チューズデイ（2019年、絵コンテ）
- ヴィンランド・サガ（2019年、絵コンテ）
- デカダンス（2020年、絵コンテ）
- おしりたんてい（2021年、絵コンテ）
- NOMAD メガロボクス2（2021年、絵コンテ）
- 平穏世代の韋駄天達（2021年、絵コンテ）
- ダンス・ダンス・ダンスール（2022年、演出）
- Dr.STONE NEW WORLD（2023年、絵コンテ）

### 劇場版
- ストリートファイターII よみがえる藤原京 時を駆けたファイターたち（1995年、原画）
- SPRIGGAN（1998年、原画）
- 劇場版 NARUTO -ナルト- 炎の中忍試験!ナルトVS木ノ葉丸!!（2011年、絵コンテ・演出）
- ROAD TO NINJA -NARUTO THE MOVIE-（2012年、絵コンテ）
- 僕のヒーローアカデミア THE MOVIE 〜2人の英雄〜（2018年、絵コンテ）

### OVA
- ジャイアントロボ THE ANIMATION -地球が静止する日（1992年-1998年、原画）
- 神秘の世界エルハザード（1995年、原画）
- 新海底軍艦（1995年-1996年、原画）
- てなもんやボイジャーズ（1999年、原画）

### テレビスペシャル
- ルパン三世 トワイライト☆ジェミニの秘密（1996年、原画）